# Сен-Дени (футбольный клуб)
«Сен-Дени» (фр. Saint-Denis) — реюньонский футбольный клуб из одноимённого города. Выступает в чемпионате Реюньона. Домашней ареной клуба является стадион Ла Редут, вместимостью 2 тысячи зрителей. Клубный цвет — зелёный.

## История
Футбольный клуб «Сен-Дени» основан в 1969 году.
Впервые успеха в чемпионате Реюньона команда добилась в 1980 году. С тех пор «Сен-Дени» завоевал в общей сложности 5 титулов. В Кубке Реюньона команда побеждала 8 раз и 6 раз играла в финале. Также «Сен-Дени» 10 раз побеждал в местном розыгрыше, позволяющем выступить команде в Кубке Франции.
В Кубке заморского департамента Франции команда побеждала в 1996 году, а в 1997 году — играла в финале. «Сен-Дени» также стал первым в истории победителем Кубка чемпионов Аутремера в 1997 году, обыграв в решающем матче «Ману-Ура» с Таити со счётом 4:0.
Команда неоднократно выступала в Кубке Франции, где дебютировала в 1975 году. С тех пор «Сен-Дени» выходил на поле с такими соперниками как «Амьен», «Руан» и «Париж».
На всеафриканском уровне клуб впервые выступил в 1994 году. В рамках Кубка КАФ реюньонцы сумели дойти до полуфинала, где уступили «Бендел Иншурэнс» (2:4 по сумме двух матчей). В 1996 году «Сен-Дени» сыграл в Лиге чемпионов КАФ, вылетев в первом квалификационном раунде после матча с южноафриканским «Орландо Пайретс» (3:4 по сумме двух матчей).
В составе команды играли футболисты, имеющие опыт выступления за национальные сборные, такие как Ясин Саанди (Коморы), Эммануэль Винсент (Маврикий), Фоде Куффур (Гвинея), Джимми Симури (Мадагаскар). За «Сен-Дени» в 1992 году играл Жан-Марк Босман, известный благодаря судебному разбирательству, повлекшему изменения в трансферной системе.

## Достижения
- Чемпион Реюньона (5): 1980, 1984, 1987, 1995, 1996
- Победитель Кубка Реюньона (8): 1974, 1975, 1977, 1978, 1979, 1985, 1986, 1988
- Победитель Кубка заморского департамента Франции: 1996
- Победитель Кубка чемпионов Аутремера: 1997

## Последние результаты
| Сезон   | Див. | Место | Кубок Реюньона | Кубок Франции |      | Сезон | Див. | Место       | Кубок Реюньона | Кубок Франции |
| ------- | ---- | ----- | -------------- | ------------- | ---- | ----- | ---- | ----------- | -------------- | ------------- |
| 2010    | I    | 3     | 1/2 финала     | 1/16 финала   | 2018 | I     | 4    |             | 1/2 финала     |               |
| 2011    | I    | 5     | 1/4 финала     | 1/8 финала    | 2019 | I     | 3    | 1/4 финала  | 1/2 финала     |               |
| 2012    | I    | 9     | Финалист       | 1/4 финала    | 2020 | I     | 2    | 1/16 финала | 1/4 финала     |               |
| 2013    | I    | 11    | 1/16 финала    | 1/16 финала   | 2021 | I     | 2    | 1/4 финала  | 1/2 финала     |               |
| 2014    | II   |       | 1/16 финала    | 1/8 финала    | 2022 | I     | 1    | 1/4 финала  | 1/4 финала     |               |
| 2015    | II   | 1     | 1/4 финала     | 1/8 финала    | 2023 | I     | 4    | 1/4 финала  | Победитель     |               |
| 2016/17 | I    | 7     | 1/8 финала     |               | 2024 | I     |      |             |                |               |
| 2017    | I    | 4     |                |               | 2025 | I     |      |             |                |               |

## Континентальный турнир
| Сезон | Турнир             | Этап       | Соперник              | Дома      | Гости     | Общий     |
| ----- | ------------------ | ---------- | --------------------- | --------- | --------- | --------- |
| 1994  | Кубок КАФ          | предв.     | Линаре                | 2-0       | 1-0       | 3-0       |
| 1994  | Кубок КАФ          | первый     | Роан Юнайтед          | тех. пор. | тех. пор. | тех. пор. |
| 1994  | Кубок КАФ          | второй     | Ферровиариу ди Мапуту | 1-0       | 2-2       | 3-2       |
| 1994  | Кубок КАФ          | 1/4 финала | Кайруан               | 5-3       | 0-1       | 5-4       |
| 1994  | Кубок КАФ          | 1/2 финала | Бендел Иншурэнс       | 1-0       | 1-4       | 2-4       |
| 1996  | Лига чемпионов КАФ | предв.     | Маянтжа               | 7-0       | 3-1       | 10-1      |
| 1996  | Лига чемпионов КАФ | первый     | Орландо Пайретс       | 3-2       | 0-2       | 3-4       |